# Áed IV mac Loingsig
Áed IV mac Loingsig (zm. 972 r.) – król Dál nAraidi od 941 r. oraz król Ulaidu (Ulsteru) od 971 r. do swej śmierci, syn Loingsecha Ua Lethlobair (zm. 932 r.), króla Dál nAraidi oraz Ulaidu.
Według Księgi z Leinsteru objął tron po swym bracie stryjecznym Cellachu mac Bécce. Kroniki Czterech Mistrzów podały, że tenże pod rokiem 941 został zamordowany przez własnych ludzi. W 971 r. zmarł Niall I mac Áeda, król Ulaidu. Áed został wówczas wybrany na jego miejsce. Niektórzy mieszkańcy Ulaidu nie byli zadowoleni z tej sytuacji. Zapewne opozycję tworzyli bratankowie Nialla I. Rok później doszło do bitwy między mieszkańcami Ulaidu i Dál nAraidi, w której poległ Áed, zabity przez Eochaida mac Ardgail, syna Ardgala mac Matudáin, króla Ulaidu z Dál Fiatach. Tenże Eochaid, jeden z bratanków Nialla I, zajął po zabitym tron Ulaidu. Zaś władzę nad Dál nAraidi przejął Lethlobar III Ua Fiachna (zm. 977 r.).
Áed IV jest przodkiem rodu Ua Loingsig o nieznanych powiązaniach rodzinnych. Jego znanymi synami i przyszłymi królami Dál nAraidi byli Flathrui Ua Loingsig lub Flathri mac Áeda Ua Lethlobair (zm. 985 r.) oraz Donnchad I Ua Loingsig (zm. 1003 r.).